# 2004年香港地鐵縱火案
2004年香港地鐵縱火案發生於2004年1月5日，是香港地鐵自1979年啟用以來首宗列車縱火案，事件造成14人受輕傷。

## 案發經過
65歲老翁嚴金鐘於當天早上7時30分至9時期間，在荃灣站入閘，登上一列往中環方向的荃灣綫列車（肇事列車：A167/A140，車序：061，車長：張振斌）。
當列車離開尖沙咀站，駛進維多利亞港下的地鐵隧道前往金鐘站時，嚴金鐘在列車頭卡車廂用打火機燃點一個盛有天拿水的膠瓶。時任政務主任的季詩傑即時喝止對方，但膠瓶仍然成功被點燃，火勢順易燃液體迅速蔓延，並且產生大量濃煙。
駕駛列車的車長張振斌決定將列車駛往金鐘站，並廣播通知乘客準備疏散。逃生期間，季詩傑曾經與其他乘客試圖截住嚴金鐘但未成功，嚴金鐘於9時15分逃離金鐘站，並於翌日中午12時25分返回其住所。

## 傷者
事故造成14人受輕傷，全部傷者於當日出院。

## 動機
事發後翌日，懲教署接獲嚴金鐘向獄中友人講述計劃炸毀地鐵的信件，警方其後迅速將之拘捕，而嚴金鐘在警誡下用廣東話供稱：「政府攞咗我六架車，我咪就喺金鐘站整劑大災難佢歎下，我叫嚴金鐘，咪就喺金鐘站囉。（政府没收我六輛車，我就在地鐵金鐘站製造一場大災難要他們好看，我的名字叫嚴金鐘，所以就在金鐘站動手）」
根據警方調查，嚴金鐘本身行動不便，故平時使用由自行改裝的單車代步，並曾因駕駛該改裝單車而被檢控無牌駕駛及被判入獄，出於報復社會心態而犯案。精神科醫生同時證實被告患有妄想症。嚴金鐘最後於2006年1月25日被高等法院判處無期徒刑，成為香港開埠以來首宗無人死亡而判處終身監禁的縱火案，法官並設下24年的最低服刑期。

## 防範措施
縱火案發生後，鐵路警區加派軍裝巡邏小隊警務人員在列車車廂內巡邏，同時抽查可疑乘客。
與此同時，地鐵及九鐵因是次事件緊急修例，禁止乘客攜帶易燃物品進入鐵路範圍，違者可被罰款港幣5000元及監禁六個月。

## 現況
涉事列車與另一列車重組車卡後，現時該車已復出，並繼續行走荃灣綫和觀塘綫，並於2017年5月至2018年4月尾正式更改為屬於港島綫（A119/A140）。而肇事列車的最後3卡車廂將於2007年1月由A223/A182編組中的D724+C182-A182對調（A191/A182），並繼續於2017年5月由A197/A168編組中的D786+C168-A168對調（現已改由A197/A230取代）因港鐵市區綫願景列車投入服務取代原有的港鐵市區綫現代化列車，並於2022年9月11日及2023年10月29日退役。
主謀嚴金鐘於2023年5月23日在赤柱監獄的院所內昏迷，被送往公立醫院後證實不治。懲教署已將事件通知警方，死因裁判法庭將進行死因研訊。
嚴金鐘患有慢性腎病及高血壓，一直需要接受院所醫院及公立醫院治療及跟進。2023年5月23日上午5時41分，懲教人員發現他於院所醫院病床上昏迷不醒，立刻為他進行急救並召喚支援人員，由救護車將他送往公立醫院作進一步救治。其後他情況惡化，延至當天上午6時43分證實不治。

## 資料來源
1. 1 2 3  警方在嚴金鐘的居所搜獲一張地鐵車票，該車票顯示持票者在2004年1月5日上午7時30分至9時在荃灣站入閘，但沒有顯示出閘記錄。詳見：「刑事上訴案件2006年第50號判決理由書」 （页面存档备份，存于）香港特別行政區高等法院上訴法庭，2006年10月3日
2. ↑  「試圖踩熄火燄 地鐵內曾追截」 （页面存档备份，存于）《太陽報》，2005年11月26日
3. ↑  . 香港中通社. 2023-05-23  [2023-06-23]. （原始内容存档于2023-06-23）.